# Циммерман, Аврум Германович
Аврум Германович Цымерман ( 1830 — 1908) — российский военный, участник Крымской войны.

## Биография
Аврум Германович Цымерман родился в 1830 году. Служил в Читинском военном госпитале.
На службу был взят в 1855 году рекрутом из мещан (в 25 лет) из Житомирской области Авраческого уезда местечка Нарись.
Начинал службу в Курском гарнизонном батальоне, в 1857 году Аврум Германович Цимерман был переведён в Сибирский армейский батальон, откуда переведён в 3 линейный батальон Восточной Сибири. В 1864 г зачислен в команду Читинского госпиталя.
Награждён бронзовой медалью на Владимирской ленте за войну Крымскую войну 1853—1856 гг.
Имел нашивку за беспорочную службу.
В честь Цымермана названо село на нижнем Амуре в Ульчском районе Хабаровского края — Циммермановка.
Иудей по вероисповеданию.